# Luksemburska liga w hokeju na lodzie (1999/2000)
Luksemburska liga w hokeju na lodzie (1999/2000) – czwarty sezon Luksemburskiej ligi w hokeju na lodzie. Tytuł mistrza Luksemburga po raz czwarty obroniła drużyna Tornado Luksemburg pokonując we finale Lokomotive Luxembourg 10-7.

## Faza grupowa
W fazie pierwszej uczestniczyły trzy zespoły: Lokomotive Luxembourg, IHC Beaufort i Rapids Remich. Grały one ze sobą systemem kołowym po dwa mecze. Wygrał Lokomotive, który zdobył 6 punktów i to on awansował do finału, ponieważ miał przewagę bramkową nad IHC Beaufort, który również miał 6 punktów. ostatnie miejsce zajął Rapids Remich.
| Lp. | Drużyna               | M | Z | R | P | Bramki | +/– | Pkt |
| --- | --------------------- | - | - | - | - | ------ | --- | --- |
| 1.  | Lokomotive Luxembourg | 4 | 3 | 0 | 1 | 32:18  | +14 | 6   |
| 2.  | IHC Beaufort          | 4 | 3 | 0 | 1 | 26:26  | 0   | 6   |
| 3.  | Rapids Remich         | 4 | 0 | 0 | 4 | 18:32  | -14 | 0   |

## Finał
W finale spotkał się zwycięzca fazy grupowej Lokomotive z ówczesnym mistrzem kraju Tornado Luksemburg. W meczu finałowym zwyciężyło Tornado pokonując przeciwnika 10-7.
|  | Tornado Luxembourg | 10-7 | Lokomotive Luxembourg |  |

| Szczegóły | Szczegóły | Szczegóły | Szczegóły | Szczegóły |
| --------- | --------- | --------- | --------- | --------- |
|           |           |           |           |           |